# Jonny Cruz
Jonny Cruz es un actor, guionista, productor y cineasta norteamericano. Ha estelarizado películas como Walking Tall: Lone Justice, Infiltratorsy Haunting at the Beacon. También ha aparecido en series televisivas como General Hospital, Prison Break y Don't Trust the B---- in Apartment 23. Como productor, Jonny ha realizado películas como Small Timers, Hold, las series televisivas Cool Wheels y toca la guitarra con su banda musical Power Up en Los Angeles y Hollywood, California en los Estados Unidos. Su amplia experiencia en realización cinematográfica también ha abarcado actividades como productor, director, guionista, editor, artista de efectos especiales, artista de doblaje y cineasta.

## Biografía

### Primeros años
Jonny Cruz nació como Jonathan Willie Hernández en  El Paso, Texas el primero de diciembre de 1982. Es hijo de Maritza Pagan y Orlando Hernández, menor de dos hijos junto con su hermana Sharlene. Jonny eligió usar el apellido “Cruz” en honor a su abuela Nayda Cruz. Asistió a la escuela en El Paso, Texas y estudió en el extranjero en Würzburg, Alemania en los primeros años de primaria. Jonny empezó a actuar a temprana edad en el cuarto grado con su primer papel como “Brom Bones” en la obra “El Jinete sin Cabeza”. Continuó sus estudios y nunca perdió la oportunidad de seguir actuando en el Bachillerato de Eastwood y continuó estudiando actuación y creación cinematográfica en la Universidad de Texas: Arlington. La habilidad de sumergirse completamente en el trabajo hasta alcanzar la perfección a través de la actuación y la realización cinematográfica atrajo a Jonny a experimentar con la forma artística. Jonny se sintió fascinado con la Comedia de Improvisación y se unió al conocido grupo Four Day Weekend Performance en Fort Worth. Mientras actuaba, Jonny continuó filmando cortometrajes para mostrar sus talentos cómicos y técnicos.

### Carrera
Jonny Cruz estudió informática, actuación, cinematografía y ciencias de la comunicación, lo cual le sirvió para comprender el complejo proceso de la realización cinematográfica. Sus habilidades computacionales le permitieron trabajar como diseñador de páginas web y su pasión por la actuación siempre lo impulsó a audicionar para papeles cinematográficos en cuanto se presentaba la oportunidad. Jonny asegura “Me encantaba tanto aprender que pasaba una infinidad de horas trabajando en la computadora para aprender a editar y hacer efectos visuales hasta que sentí que bien podría hacer yo mismo una película completamente por mí mismo, desde el principio hasta el final, al haber aprendido los diferentes aspectos de la creación cinematográfica”. Así que en 2005, con suficientes conocimientos de los aspectos técnicos y teóricos sobre la creación cinematográfica, Jonny Cruz tuvo su primera incursión como guionista, director y productor además de su papel como actor en con Cool Wheels en la que trabajo junto con sus amigos de escuela Robby Storey y Kim Matula. A continuación produjo, escribió, actuó y dirigió Small Timers, su primer largometraje estelar. Small Timers llevó 6 años en completarse debido a severas dificultades técnicas, y Jonny declara que completarla fue una de las cosas más difíciles que ha tenido que hacer.
En 2013, Jonny interpretó a Jimmy Romero en la película Infiltraitors, su tercera producción con Sabattical Pictures. Su primer y segundo trabajos con la compañía fueron Exit Speed y Haunting at the Beacon. Infiltraitors fue la primera película como estrella principal de Jonny.
Además, en 2013 Jonny Cruz interpretó a Víctor en la película de acción “Vanished”.

### Música
Jonny Cruz ha realizado la música de sus propias películas, como Small Timers y toca la guitarra y hace improvisaciones musicales con su banda musical Power Up, con quienes ha tocado en espectáculos en Los Angeles y Hollywood además de presentaciones en iOwest, Comedy Sportz y The Clubhouse y UCB en California, Estados Unidos.

### Actividades extras
Jonny Cruz enseña “Autoconfianza e Improvisación” al famoso escritor Neil Strauss que consiste en pláticas motivacionales que ayudan a la gente a encontrar su mejor yo, a través del enfrentamiento a sus miedos; la improvisación es una de las herramientas para ayudar a ganar confianza en sí mismo.
También apoya a “Un Curso de Milagros”, que es una fundación para la paz interior y un método para lidiar con el miedo al cambiar la perspectiva del temor al amor, partiendo de la premisa que “el temor es una ilusión que nosotros fabricamos”.

## Filmografía

### Películas
| Año  | Título                 | Papel                                                                                                  |
| ---- | ---------------------- | --- |
| 2013 | Infiltrators           | Interpreta a Jimmy Romero                                                                              |
| 2013 | Vanished               | Interpreta a Víctor                                                                                    |
| 2011 | Small Timers           | Guionista, productor, director, editor, efectos especiales, selección de reparto; interpreta a Ricardo |
| 2009 | Haunting at the Beacon | Interpreta a Simón Valencia                                                                            |
| 2009 | Hold                   | Actor, coproductor; interpreta a “El Hombre de los Zapatos Verdes”                                     |
| 2009 | Night Crawlers         | Asistente de cámara                                                                                    |
| 2008 | Exit Speed             | Interpreta a Eric                                                                                      |
| 2007 | Missionary Man         | Interpreta a Billy                                                                                     |

### Televisión
| Año  | Título                                               | Papel                                       |
| ---- | ---------------------------------------------------- | ------------------------------------------- |
| 2014 | Matador                                              | Interpreta a Ricky Sandoval (en producción) |
| 2012 | Don't Trust the B---- in Apartment 23                | Interpreta a James Martinez                 |
| 2012 | General Hospital (Temporada 1, Episodio 12)          | Interpreta a Ramón                          |
| 2011 | Supah Ninjas                                         | Interpreta a Domenic, El Magnífico          |
| 2011 | Missing Peace                                        | Director                                    |
| 2010 | DialStar                                             | Interpreta a Barnes                         |
| 2009 | The Closer                                           | Interpreta a Cruz Soto                      |
| 2007 | Prison Break (Temporada 3, Episodio 2: Fuego y Agua) | Interpreta a “Interno”                      |

### Vídeo
| Año  | Título                                  | Papel                         |
| ---- | --------------------------------------- | ----------------------------- |
| 2007 | Walking Tall: Lone Justice              | Interpreta a Ciro             |
| 2005 | Devon's Ghost: Legend of the Bloody Boy | Interpreta a Craigh           |
| 2003 | Saving Jessica Lynch                    | Interpreta a “Soldado iraquí” |

### Cortos
| Año  | Título              | Papel                                                                            |
| ---- | ------------------- | -------------------------------------------------------------------------------- |
| 2006 | Lazer’s Night Moves | Interpreta a Corey Luján                                                         |
| 2004 | Sing for Me         | Guionista de diálogos adicionales; interpreta a “El Inmigrante”                  |
| 2010 | Cool Wheels         | Productor ejecutivo, productor, director, guionista y editor; interpreta a Brent |
| 2007 | Relation            | Operador de cámara                                                               |
| 2007 | Lion’s Den          | Cinefotógrafo                                                                    |
| 2007 | Little Boy          | Operador de cámara                                                               |

### Videojuegos
Prototype 2 (Voces adicionales)
Overwatch (Lúcio Correia dos Santos, en su versión original)
Need for Speed Heat (Lucas Rivera)

### Música
Jonny Cruz realizó compilaciones de música en Small Timers.
Hace improvisaciones musicales con su banda musical Power Up, con estilo acappella con armonías y cajas rítmicas.

### Teatro
Charity: Part III of A Mexican Trilogy Interpreta a Juan Francisco “Frankie”, dirigida por José Luis Valenzuela, estelarizando a Ofelia Medina - 2012